# Ricardo Domingos Barbosa Pereira
Ricardo Domingos Barbosa Pereira, född 6 oktober 1993 i Lissabon, är en portugisisk fotbollsspelare som spelar för Leicester City.

## Klubbkarriär
I maj 2018 värvades Pereira av Leicester City, där han skrev på ett femårskontrakt.

## Landslagskarriär
Pereira var med i Portugals trupp vid U21-EM 2015.

## Meriter

### Klubb
Vitória Guimarães
- Portugisiska cupen: 2012/2013